# Joseph Foveaux
Joseph Foveaux (1767 - 20 mars 1846) est un général anglais. Il est surtout connu pour avoir été administrateur d'établissement de condamnés de la Nouvelle-Galles du Sud coloniale, en Australie. Il est aussi lieutenant-gouverneur de l'île de Norfolk.

## Biographie

### Enfance
Joseph Foveaux est le sixième enfant de Joseph Foveaux et de sa femme Elizabeth Wheeler. Il est baptisé le 6 avril 1767 à Ampthill, Bedfordshire, Angleterre dans la même église où ses parents s'étaient mariés en 1756. Selon la tradition familiale, il serait en fait né presque un an plus tôt, le 10 avril 1766.

### Début de carrière
Foveaux est enseigne dans le 60th regiment of Foot (King’s Royal Rifles) puis il achète une commission de lieutenant au New South Wales Corps en juin 1789. Il devient capitaine le 6 avril 1791 et rejoint Sydney en 1792. Il y exerce la fonction de commandant militaire et civil à Parramatta. Là, il est promu major le 10 juin 1796,,. L'absence du lieutenant-colonel William Patterson, lui permet, en tant que plus haut officier supérieur entre août 1796 et novembre 1799, de contrôler le Corps à une époque où les officiers supérieurs font fortune grâce au commerce et à l'extension de leurs terres. Il devient bientôt le plus grand propriétaire d'actions et propriétaire terrien (plus de 800 ha et plus de 1000 moutons et 31 bœufs) de la colonie,.

### Lieutenant-gouverneur de l'île Norfolk
Il se forge une réputation d'administrateur compétent et efficace en Nouvelle Galles du Sud, et en 1800, cela l'autorise à offrir ses services pour l'Île Norfolk en tant que lieutenant-gouverneur. Le gouverneur King l'y nomme le 26 juin 1800,.
L'île est dans un état délabré, il prête une attention particulière aux travaux publics, pour lesquels il gagne les éloges du gouverneur King. Foveaux est un administrateur important pour le développement de cette première colonie de l'île Norfolk (1788-1814). A cette époque, il s'agit d'une colonie libre avec un maximum de dix pour cent de sa population composée de condamnés. Durant cette première période, certains individus condamnés sont envoyés depuis Sydney pour y être isolés. Les condamnés présents sur cette colonie se révoltent entre décembre 1800 et début 1801 et Foveaux réprime promptement les troubles ,. Il est d'ailleurs promu lieutenant-colonel en avril 1802,.
Foveaux reçoit sur l'île de Norfolk de nombreux baleiniers ce qui lui permet d'augmenter les échanges de marchandises et la transmission de courriers. Il tisse même des liens d'amitiés avec certains de ces capitaines, tel Abraham Bristow, qu'il continue de voir jusque dans les années 1820.
Foveaux retourne à Maitland du 29 septembre 1803 au 15 janvier 1804 pour soigner son asthme sévère. Il quitte finalement l'île Norfolk en septembre 1804 et rejoint l'Angleterre, pour s'occuper de ses affaires privées et soigner l'asthme qui l'affecte,. Il effectue ce trajet retour sur le baleinier Albion du capitaine Bunker, ce qui lui permet aussi de mieux connaître la vie des chasseurs de baleines et la vie à bord de ces navires. Il passe par le sud de l'Océan puis le Cap Horn et arrive enfin à Londres en mai 1805.

### Révolte du rhum
Durant sa convalescence, le gouvernement britannique décide d'abandonner l'île Norfolk et de transporter tous ses habitants à Port Dalrymple. Foveaux présente ses plans à Londres pour l'évacuation de Norfolk que le gouvernement accepte,. En 1807, le gouvernement britannique change d'avis, mais l'évacuation a déjà commencé et décide d'envoyer Foveaux, rétabli de ses ennuis de santé, en Australie pour reprendre son commandement de l'île Norfolk si l'évacuation n'est pas terminée et sinon de prendre le rôle de lieutenant-gouverneur de Nouvelle-Galles du Sud en remplacement de Paterson absent. Il retourne en Nouvelle-Galles du Sud sur le Sinclair. Il arrive le 28 juillet 1808 à Port Jackson dans la colonie en pleine rébellion.

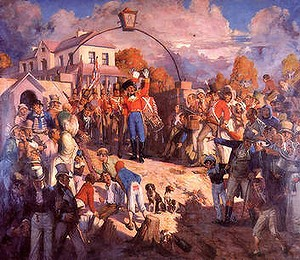
Major Johnston annonçant la capture de Blight

Il s'agit de l'événement connu sous le nom de Rum Rebellion (révolte du rhum en français) avec le gouverneur Bligh mis en état d'arrestation par des officiers du New South Wales Corps et le major George Johnston au commandement,. Foveaux reprend le contrôle, déclarant qu'il ne favorisait ni Bligh ni les rebelles bien qu'il fût persuadé que cette révolte a finalement sauvé la Nouvelle-Galles du Sud d'une véritable insurrection. Son contrôle se caractérise par le désir d'une administration bon marché et efficace, l'amélioration des travaux publics et l'encouragement des petits exploitants.
En janvier 1809, le lieutenant-gouverneur en titre, le colonel William Paterson, revient et Foveaux reste pour l'aider ainsi que son successeur, le major-général Lachlan Macquarie. Joseph Foveaux aura occupé le poste de gouverneur du 25 avril 1808 au 9 janvier 1809,.
Macquarie estime beaucoup Foveaux et lui confie le commandement des troupes début janvier 1810. Il est aussi impressionné par l'administration de Foveaux et le propose comme lieutenant-gouverneur de la Terre de Van Diemen pour y succéder au gouverneur David Collins. Macquarie ne pouvait penser à personne de plus approprié et considérait qu'il n'aurait pas pu agir autrement à l'égard de Bligh,.

### Raid de représailles
Foveaux rentre en Angleterre sur le navire Experiment en 1810. Lors de ce voyage vers l'Europe, l'Experiment passe par le nord de la Nouvelle Zélande et, dans la baie des îles, retrouve six autres navires britanniques. Début mars, les Britanniques avaient appris le massacre des marins et passagers du Boyd par des Māoris qu'ils attribuèrent à tort à la suite d'une confusion du nom au chef Te Pahi (qui au contraire, lui, avait tenté de secourir ces occidentaux). Le lieutenant James Finucane, secrétaire de Foveaux, fut chargé du commandement d'une expédition de 60 hommes tirés des différents navires pour attaquer le village du chef Te Pahi sur l'île de Te Puna. Ce raid de représailles a fait 60 morts parmi les Māoris et a très certainement, avec le massacre du Boyd, retardé la colonisation de la Nouvelle Zélande.
À son arrivée en Angleterre, Foveaux voit le gouvernement britannique lui reprocher de ne pas avoir réinstallé Blight et il reste quelque temps sous la menace de poursuites en cour martiale,.

### Suite de sa carrière militaire

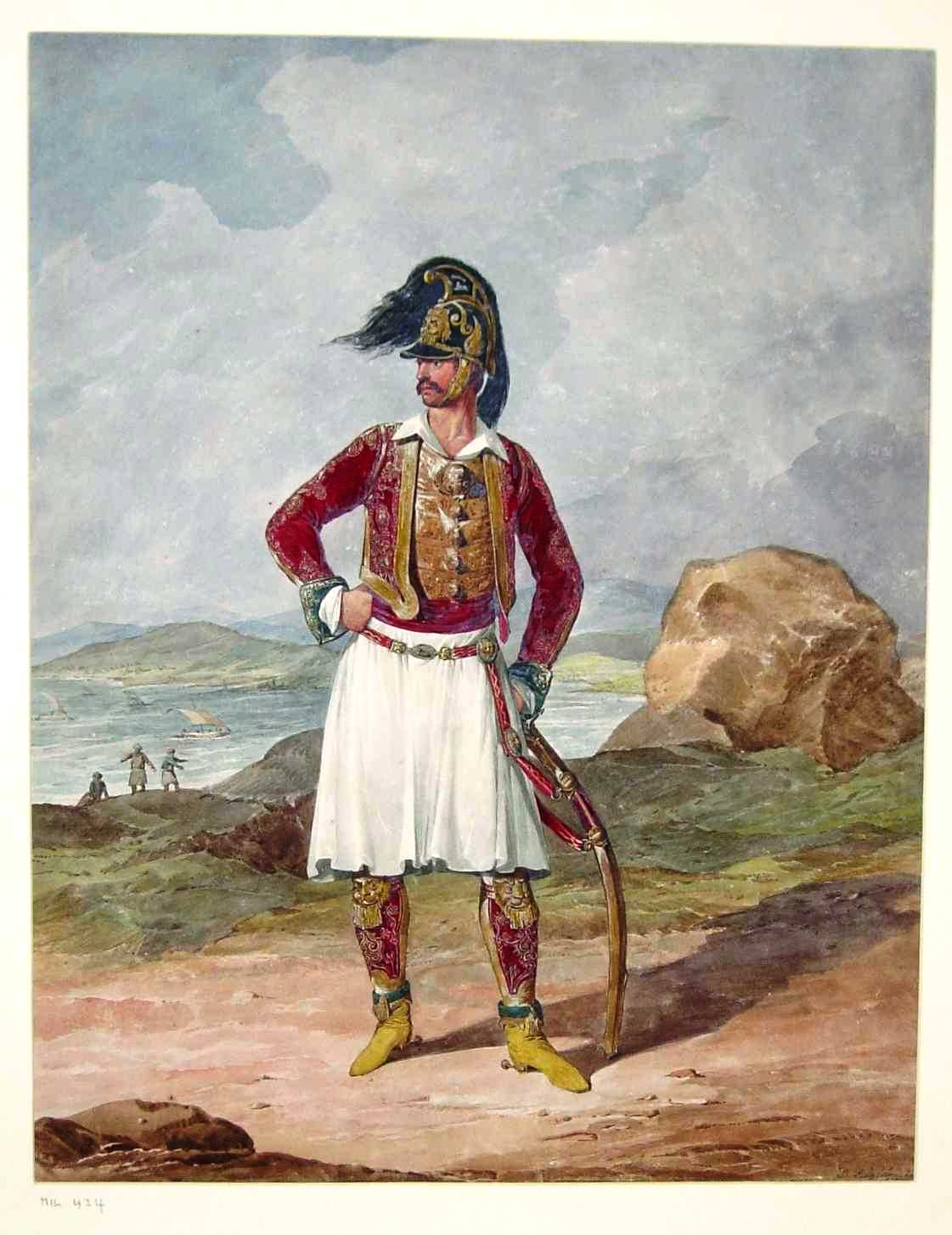
Soldat du Greek Light Infantry dont Foveaux devient le colonel

La recommandation de Macquarie reste donc mise de côté. Il est nommé colonel le 4 juin 1811 au 102nd regiment of infantry et est nommé lieutenant-colonel du régiment Greek Light Infantry volunteers,,,. Foveaux est ensuite promu officier d'inspection de terrain en Irlande en novembre 1811 servant à Cork et Waterford,. Il poursuit ensuite une carrière militaire sans incident et devient major-général en 1814 puis atteint le grade de lieutenant-général en 1830,,. L'île Norfolk revient parfois dans sa vie lorsque le gouvernement britannique lui demande des conseils sur les prérequis pour la deuxième période de colonisation de l'île lorsqu'elle elle devient un lieu de punition secondaire (1825-1855).

### Vie familiale
En 1814, il a épousé Ann Sherwin, sa compagne depuis 1793 et mère de sa fille Ann Noble Foveaux née en 1801 sur l'île Norfolk,. En 1825, les deux époux se remarient pour la forme à Londres. Sa fille décède avant lui. Foveaux meurt à Londres le 20 mars 1846 et est enterré au cimetière de Kensal Green aux côtés de son épouse décédée le 20 janvier 1840,,.

## Polémiques sur sa carrière
La carrière de Foveaux a, dans certaines publications, été assombrie quant à la qualité de sa gestion administrative, de sa tyrannie ou encore avec une ombre morale durant sa période sur l'île Norfolk avec le fait qu'il aurait permis la vente de femmes condamnées aux colons,. Mais cette information est surtout relayée dans la seconde partie du XIXe à la suite d'un manuscrit prétendument issu des souvenirs de Robert Jones qui aurait été geôlier de l'île Norfolk . Ce document daté de 1823, soit cinq ans après la mort de Jones, contient des peintures de bâtiments de l'île Norfolk qui n'ont été construits que dans les années 1840. Les deux publications de Robert Hughes dans The Fatal Shore et de Robert Macklin dans Dark Paradise (2013) reposent sur ce document de Jones. L'érudition moderne révèle aussi qu'il s'agit d'un faux d'après 1850 qui ne contient aucune preuve valable sur la vie et la carrière de Foveaux.

## Héritage

Détroit de Foveaux

### Géographie
Le détroit de Foveaux situé entre l'île du Sud et l'île Stewart (en Nouvelle-Zélande) est nommée en son honneur,. Foveaux avait autorisé de nombreux navires marchands (dont le Pegasus du capitaine Eber Bunker) à transiter par ce détroit bien que le gouverneur King avait interdit tout transit à une latitude au sud de la Tasmanie. Dès mars 1809, le journal Sydney Gazette mentionne ce détroit sous le nom de Foveaux Strait.

### Surry Hills
Le quartier de Surry Hills, près du centre de Sydney, était autrefois une zone agricole qui appartenait à Joseph Foveaux. Sa propriété est connue sous le nom de Surry Hills Farm, venant du nom des Surrey Hills dans le Surrey, en Angleterre. La rue principale est-ouest traversant ce quartier se nomme Foveaux Street et a donné son nom au roman de 1939 de Kylie Tennant Foveaux sur la vie dans les bidonvilles du centre-ville.

### Homages urbains
Plusieurs rues portent son nom dont des rues de la banlieue de Sydney, Airds, Barden Ridge, Bella Vista, Cromer, Harrington Park, Lurnea et Surry Hills, de la banlieue de Maitland à Metford et de la banlieue de Canberra à Ainslie,.